# Бумажников, Алексей Осипович
Алексей Осипович (Осипов) Бумажников (1750—1814) — российский купец и религиозный деятель; расколоучитель. 
Алексей Бумажников родился в 1750 году и был петербургским купцом. По отзыву Павла Любопытного, это был «тонкий и редкий буквалист, восшедший на первую степень священных муз, хороших талантов и твердой памяти, отщепенец Федосиянской церкви, её презритель и главный участник в основании Арестовой церкви в Петрополе, ревнитель благочестия и чистоты церковной, не раз торжественно поражавший лжемудрие никониянизма и грубое заблуждение старообрядцев». 
А. О. Бумажников был известен строгостью жизни и прилагал много забот к делу благоустройства церкви. В то же время он отличался как «лютый гонитель церковных браков и тщательный собиратель святого писания систематически, в утверждение своего зловерия, и обращавший не раз на себя злобные взоры Федосиянских пастырей и отличных особ староверства». 
По отзывам современников, характером Бумажников был своенравен, честолюбив, вспыльчив, но в то же время незлобен.
Алексей Осипович (Осипов) Бумажников скончался в 1814 году.